# Kim Do-ah
Kim Do-ah (en hangul, 김도아; en hanja, 金鍍我; McCune-Reischauer, Kim Toa), también conocida por el monónimo Doah, es una cantante, rapera y actriz surcoreana nacida el 4 de diciembre de 2003. Es miembro del grupo de chicas Fanatics, y de su subunidad Fanatics-Flavor. Es conocida por su participación en los programas televisivos Produce 48 y Girls Planet 999.

## Carrera

### 2018-2022:Produce 48,debut con Fanatics y actividades en solitario
En 2018 Kim participó en  Produce 48, programa televisivo de telerrealidad de Mnet basado en la supervivencia de grupos femeninos; compitió, como aprendiz de FENT.Quedó en el puesto 23 y fue eliminada en la tercera ronda. El 5 de noviembre de ese mismo año FENT anunció que Kim debutaría como miembro de la primera subunidad de Fanatics, Fanatics-Flavor. La unidad debutó oficialmente el 26 de noviembre con el álbum sencillo Milkshake.
En 2019 Kim hizo su debut como actriz en la serie web de Naver TV I Am Not a Robot, donde interpretó el papel de Han Yeo-reum, descrita como una chica atrevida y demasiado honesta. El 6 de agosto de ese mismo año hizo su debut oficial como miembro de Fanatics con el lanzamiento de su EP debut The Six.
Desde el 10 de marzo de 2020 Kim interpretó el papel de Im Seon-ji, descrita como una chica inocente y con un encanto inesperado, en otra serie web de Naver TV titulada The World of My 17. También fue Go Yeon-yi, el nuevo interés amoroso del protagonista masculino, en la tercera y cuarta temporadas de la serie web Real:Time:Love.
El 18 de julio de 2021 Kim fue anunciada oficialmente como concursante de otro programa de telerrealidad de supervivencia para grupos femeninos de Mnet, Girls Planet 999. En esta nueva ocasión fue eliminada en el episodio 8 y terminó décima en el Grupo K.
En noviembre de 2022 Kim obtuvo un papel en Secret of Lightning Cape de EBS1 como Han Woo-re. El personaje fue descrito como el de una hermana que intentaba revelar el secreto de una misteriosa capa de relámpagos que había convertido a su hermano, un niño de diez años, en un héroe después de conseguirla, al mismo tiempo que lo protegía.

### 2023-presente: debut en solitario
El 23 de mayo de 2023 Kim debutó oficialmente como solista con el lanzamiento del sencillo digital «Dream Walking».Interpretó el sencillo por primera vez en The Show de SBS M.

## Publicidad
En 2019 Kim fue nombrada modelo para la marca de cosméticos Etude. Se la consideró perfecta para la marca, lo que le valió el apodo de "Etude Human (인간 에뛰드)".

## Discografía

### Sencillos
| Título                            | Año  | Posición en lista | Álbum                                |
| Título                            | Año  | COR               | Álbum                                |
| --------------------------------- | ---- | ----------------- | ------------------------------------ |
| «Caminando en sueños» (꿈의 태엽) | 2023 | —                 | Sencillo no perteneciente a un álbum |

### Apariciones en bandas sonoras
| Título                               | Año  | Álbum                  | Ref.   |
| ------------------------------------ | ---- | ---------------------- | ------ |
| «Como tú» (니가 좋아져)              | 2020 | El mundo de mis 17 BSO |        |
| «Está bien, eres tú» (괜찮아 너니까) | 2020 | Real:Tiempo:Amor 3 BSO | [ 18 ] |

## Filmografía

### Series de televisión
| Año     | Título                                | Papel        | Notas                  | Ref.         |
| ------- | ------------------------------------- | ------------ | ---------------------- | ------------ |
| 2019    | No soy un robot                       | Han Yeo-reum | Reparto                | [ 5 ]        |
| 2020    | El mundo de mis 17                    | Im Seon-ji   | Protagonista (temp. 1) | [ 7 ] [ 8 ]  |
| 2020    | Real:Tiempo:Amor                      | Go Yeon-yi   | Reparto (temp. 3-4)    | [ 9 ] [ 10 ] |
| 2022-23 | Secret of Lightning Cape              | Han Woo-re   | Protagonista           | [ 13 ]       |
| 2023    | The Story of Park's Marriage Contract | Princesa     | Extra; episodios 1 y 9 | [ 19 ]       |
| 2023-24 | Mi chico es Cupido                    | Yoo Jeong-ah | Reparto                |              |

## Programas de televisión
| Año  | Título           | Función     | Notas                                                     | Ref.          |
| ---- | ---------------- | ----------- | --------------------------------------------------------- | ------------- |
| 2018 | Produce 48       | Concursante | Terminó en el puesto 23 en la tercera ronda eliminatoria. | [ 1 ] [ 2 ]   |
| 2021 | Girls Planet 999 | Concursante | Eliminada en segunda ronda                                | [ 11 ] [ 12 ] |